# El Edén, Oaxaca
El Edén är en ort i Mexiko.   Den ligger i kommunen Santa María Chilchotla och delstaten Oaxaca, i den sydöstra delen av landet, 280 km sydost om huvudstaden Mexico City. El Edén ligger 1 493 meter över havet och antalet invånare är 319.
Terrängen runt El Edén är bergig norrut, men söderut är den kuperad. Runt El Edén är det ganska tätbefolkat, med 120 invånare per kvadratkilometer. Närmaste större samhälle är Huautla de Jiménez, 12,6 km söder om El Edén. I omgivningarna runt El Edén växer i huvudsak städsegrön lövskog.